# Stawonogi
Stawonogi (Arthropoda, z gr. ἄρθρον arthron – staw + πούς, ποδός pous, podos – noga) – najliczniejszy typ zwierząt na Ziemi. Dotychczas opisano ponad milion gatunków. Według danych IUCN opisano 950 000 gatunków owadów i 40 000 skorupiaków. Liczby w pozostałych grupach stawonogów wahają się – w zależności od źródła – od kilkunastu tysięcy (np. wije) do ponad 60 tysięcy gatunków pajęczaków, a z każdym rokiem opisywanych jest więcej.
Nazwę „stawonogi” zwierzęta te zawdzięczają charakterystycznym dla wszystkich przedstawicieli tego typu wyrostkom, których człony połączone są stawami.
Stawonogi zamieszkują wszystkie środowiska nadające się do życia (od głębin morskich po szczyty gór), co jest możliwe dzięki ich licznym przystosowaniom fizjologicznym, biologicznym, anatomicznym, jak i dużej rozrodczości.
Przypuszcza się, że najliczniejszym i najszerzej rozprzestrzenionym lądowym stawonogiem na świecie jest Oppiella nova, gatunek mechowca.
Wiele osobników ma zdolności do diapauzy (obniżenia poziomu metabolizmu), dzięki czemu mogą przetrwać niekorzystne warunki panujące w środowisku. Długość życia jest bardzo zróżnicowana, żyją od kilku dni do kilkudziesięciu lat, kraby do 35 lat. Według niektórych badaczy japoński krab pacyficzny dożywa wieku około 100 lat, jednak przypuszczenia te nie zostały nigdy potwierdzone.

## Główne cechy budowy stawonogów
- heteronomiczna segmentacja ciała (zespolenia segmentów w tagmy)
- występowanie parzystych, członowanych odnóży (przednie pary często przekształcone w narządy gębowe)
- szkielet zewnętrzny, utworzony z płytek ruchomo połączonych ze sobą (ochrania ciało, służy jako miejsce zaczepu mięśni)
- brak wora powłokowego, zróżnicowanie mięśni w zespoły (wyłącznie mięśnie poprzecznie prążkowane)
- występowanie larw w rozwoju osobniczym (linienie w czasie wzrostu)
- posiadają chitynowy pancerz albo oskórek

## Układ ruchu
Mięśnie występujące u stawonogów można podzielić na zginacze oraz prostowniki, zapewniające możliwość zmiany położenia elementów szkieletowych – a więc umożliwiające ruch. Podstawą działania odnóży składających się z członów jest ich połączenie za pomocą stawów.
| Skorupiaki                                                                                | Pajęczaki                                              | Owady                                                     | Wije                                                                   |
| ----------------------------------------------------------------------------------------- | ------------------------------------------------------ | --------------------------------------------------------- | ---------------------------------------------------------------------- |
| czułki (2 pary) – antenule – anteny                                                       | brak czułków                                           | czułki (jedna para)                                       | Czułki (jedna para)                                                    |
| odnóża gębowe (6 par) – żuwaczki – szczęki (I i II pary) – szczękonóża (I, II i III pary) | odnóża gębowe (2 pary) – szczękoczułki – nogogłaszczki | odnóża gębowe (3 pary) – żuwaczki – szczęki (I i II pary) | odnóża gębowe (co najmniej 2 pary) – żuwaczki – szczęki (II i II pary) |
| odnóża kroczne (5 par)                                                                    | odnóża kroczne z pazurkami (4 pary)                    | odnóża kroczne z pazurkami (3 pary)                       | odnóża kroczne (wiele par)                                             |
| odnóża odwłokowe (5-6 par)                                                                | brak lub przekształcane w kądziołki przędne            | brak                                                      | brak                                                                   |

## Układ oddechowy
Budowa układu oddechowego jest zależna od środowiska życia.
- Skrzela – służą do oddychania pod wodą; są to cienkościenne, blaszkowate wyrostki osadzone na tułowiu, odwłoku lub odnóżach, w których krąży hemolimfa.
- Płucotchawki (płuca książkowe) – służą do oddychania powietrzem atmosferycznym; są to wpuklenia o kształcie komory z otworkami (przetchlinkami, stigmami). Komora wewnątrz jest silnie pofałdowana i płynie w niej hemolimfa. Wymiana gazowa zachodzi na drodze dyfuzji.
- Tchawki – tak jak płucotchawki służą do oddychania powietrzem atmosferycznym. Jest to sieć rurek (wpukleń) rozgałęziających się na coraz to drobniejsze tchawki (tracheole). Zaczynają się przetchlinkami występującymi na bokach tułowia i odwłoku. Końcowe odcinki zawierają płyn, w którym może rozpuszczać się tlen i dyfundować do otaczających komórek. Taki układ zapewnia bardzo wydajną wymianę gazową – szczególnie przydatną owadom podczas lotu.
- Skrzelotchawki – występują u larw żyjących w wodzie. Są to zmodyfikowane tchawki, stanowiące system zamknięty.

Skorupiakokształtne – skrzela, wymiana gazów całą powierzchnią ciała.
Pajęczaki – tchawki, płucotchawki, narządy oddechowe mogą również nie występować.
Tchawkowce – tchawki lub brak narządów.

## Układ krwionośny
Układ krążenia stawonogów jest otwarty, składa się z serca i naczyń. Płyn krążący w tym układzie nazywa się hemolimfą. Serce o podługowatym kształcie, z którego wychodzi kilka naczyń krwionośnych, położone jest po grzbietowej stronie ciała w worku osierdziowym. Serce posiada ostia, przez które hemolimfa jest wprowadzana do serca. Barwniki to niebieska hemocyjanina oraz czerwona hemoglobina.

## Układ pokarmowy
Układ pokarmowy jest podobny do budowy pierścienic – zawsze składa się z trzech odcinków: jelita przedniego, środkowego i tylnego. Zarówno jelito przednie, jak i tylne wysłane są kutykulą. Dlatego nie mogą zachodzić tutaj żadne procesy trawienia i wchłaniania. Zachodzą tylko w jelicie środkowym. Otwór gębowy jest otoczony narządami gębowymi, umożliwiającymi m.in. pobieranie i mechaniczne rozdrabnianie pokarmu. Stawonogi odżywiające się pokarmem płynnym (np. pajęczaki, owady krwiopijne) mają umięśnioną gardziel ssącą lub żołądek ssący. Skorupiaki posiadają żołądek podzielony na dwie części – rozdrabniająca pokarm chitynowymi listewkami oraz trawiąca, do której ujście ma gruczoł wątrobowo-trzustkowy. U pajęczaków zachodzi trawienie zewnętrzne i późniejsze zasysanie nadtrawionych części ofiary. U owadów następuje duża modyfikacja aparatu gębowego.

## Układ wydalniczy
U stawonogów występują:
- metanefrydia (skorupiaki, część szczękoczułkowców) zlokalizowane są w parzystych gruczołach czułkowych i szczękowych u skorupiaków oraz gruczołach biodrowych u pajęczaków.
- cewki Malpighiego (stawonogi lądowe: część pajęczaków i wszystkie tchawkowce) – mają one postać zamkniętych od strony jamy ciała cienkich kanalików, których ujście znajduje się na granicy pomiędzy jelitem środkowym i tylnym. Kanaliki te zbierają zbędne i szkodliwe metabolity z płynu wypełniającego jamę ciała (hemolimfy) i przekazują je do jelita. Tam zaś po resorpcji wody, razem z resztkami pokarmu są usuwane na zewnątrz.

Cewki Malpighiego występują u owadów, wijów i wyżej uorganizowanych pajęczaków.
Stawonogi wodne wydalają głównie silnie rozcieńczony amoniak. Lądowe zaś, które muszą oszczędzać wodę, przetwarzają amoniak w związki azotowe słabo rozpuszczalne w wodzie, jak guanina (pajęczaki) czy kwas moczowy (owady).

## Systematyka
Typ: stawonogi (Arthropoda)
- Podtyp trylobitokształtne (†Trilobitomorpha)
  - Gromada trylobity (†Trilobita)
- Podtyp Szczękoczułkopodobne (Chelicerata)
  - Gromada pajęczaki (Arachnida)
  - Gromada staroraki (Merostomata)
  - Gromada kikutnice (Pycnogonida)
- Podtyp sześcionogi (Hexapoda)
  - Gromada owady (Insecta)
  - Gromada skrytoszczękie (Entognatha)
- Podtyp wije (Myriapoda)
  - Gromada †Arthropleuridea
  - Gromada pareczniki (Chilopoda)
  - Gromada dwuparce (Diplopoda)
  - Gromada skąponogi (Pauropoda)
  - Gromada drobnonogi (Symphyla)

- Podtyp skorupiaki (Crustacea)
  - Gromada †Radiodonta(inne języki)
  - Gromada skrzelonogi (Branchiopoda)
  - Gromada podkowiastogłowe (Cephalocarida)
  - Gromada pancerzowce (Malacostraca)
  - Gromada małżoraczki (Ostracoda)
  - Gromada łopatonogi (Remipedia)
  - Gromada Maxillopoda obejmująca wąsoraczki (Mystacocarida), splewki (Branchiura), widłonogi (Copepoda), tantulokarydy (Tantulocarida) i wąsonogi (Cirripedia) klasyfikowane wcześniej w randze gromad.

### Filogeneza
Współczesne analizy filogenetyczne wskazują, że stawonogi są monofiletyczną grupą wewnątrz kladu wylinkowców (Ecdysozoa). Ich najbliższymi krewnymi są prawdopodobnie pazurnice i niesporczaki, wraz ze stawonogami należące do grupy Panarthropoda (niektóre analizy genetyczne sugerowały jednak, że niesporczaki są bliżej spokrewnione z nicieniami). Do stawonogów zaliczano niektórych przedstawicieli fauny ediakarańskiej, takich jak rodzaje Spriggina i Parvancorina, jednak ich przynależność do stawonogów jest bardzo wątpliwa. Najstarsze znane skamieniałości stawonogów pochodzą z wczesnego kambru – są to odciski odnóży pozostawione przez przedstawiciela ichnorodzaju Monomorphichnus na obecnych terenach Nowej Fundlandii. Są one znacznie starsze od najstarszych znanych skamieniałości ciała należących bezsprzecznie do stawonogów.
Uproszczony kladogram stawonogów według analiz Regiera i współpracowników (2010)
|  | Progoneata |
|  |            |
|  | Chilopoda  |
|  |            |

|  | Ichthyostraca |
|  |               |
|  | Ostracoda     |
|  |               |

|  | Multicrustacea |
|  |                |
|  | Branchiopoda   |
|  |                |

|  | Cephalocarida |
|  |               |
|  | Remipedia     |
|  |               |

|  | Insecta    |
|  |            |
|  | Entognatha |
|  |            |

|  | Cephalocarida |
|  |               |
|  | Remipedia     |
|  |               |

|  | Insecta    |
|  |            |
|  | Entognatha |
|  |            |

|  | Multicrustacea |
|  |                |
|  | Branchiopoda   |
|  |                |

|  | Cephalocarida |
|  |               |
|  | Remipedia     |
|  |               |

|  | Insecta    |
|  |            |
|  | Entognatha |
|  |            |

|  | Cephalocarida |
|  |               |
|  | Remipedia     |
|  |               |

|  | Insecta    |
|  |            |
|  | Entognatha |
|  |            |

|  | Ichthyostraca |
|  |               |
|  | Ostracoda     |
|  |               |

|  | Multicrustacea |
|  |                |
|  | Branchiopoda   |
|  |                |

|  | Cephalocarida |
|  |               |
|  | Remipedia     |
|  |               |

|  | Insecta    |
|  |            |
|  | Entognatha |
|  |            |

|  | Cephalocarida |
|  |               |
|  | Remipedia     |
|  |               |

|  | Insecta    |
|  |            |
|  | Entognatha |
|  |            |

|  | Multicrustacea |
|  |                |
|  | Branchiopoda   |
|  |                |

|  | Cephalocarida |
|  |               |
|  | Remipedia     |
|  |               |

|  | Insecta    |
|  |            |
|  | Entognatha |
|  |            |

|  | Cephalocarida |
|  |               |
|  | Remipedia     |
|  |               |

|  | Insecta    |
|  |            |
|  | Entognatha |
|  |            |

|  | Progoneata |
|  |            |
|  | Chilopoda  |
|  |            |

|  | Ichthyostraca |
|  |               |
|  | Ostracoda     |
|  |               |

|  | Multicrustacea |
|  |                |
|  | Branchiopoda   |
|  |                |

|  | Cephalocarida |
|  |               |
|  | Remipedia     |
|  |               |

|  | Insecta    |
|  |            |
|  | Entognatha |
|  |            |

|  | Cephalocarida |
|  |               |
|  | Remipedia     |
|  |               |

|  | Insecta    |
|  |            |
|  | Entognatha |
|  |            |

|  | Multicrustacea |
|  |                |
|  | Branchiopoda   |
|  |                |

|  | Cephalocarida |
|  |               |
|  | Remipedia     |
|  |               |

|  | Insecta    |
|  |            |
|  | Entognatha |
|  |            |

|  | Cephalocarida |
|  |               |
|  | Remipedia     |
|  |               |

|  | Insecta    |
|  |            |
|  | Entognatha |
|  |            |

|  | Ichthyostraca |
|  |               |
|  | Ostracoda     |
|  |               |

|  | Multicrustacea |
|  |                |
|  | Branchiopoda   |
|  |                |

|  | Cephalocarida |
|  |               |
|  | Remipedia     |
|  |               |

|  | Insecta    |
|  |            |
|  | Entognatha |
|  |            |

|  | Cephalocarida |
|  |               |
|  | Remipedia     |
|  |               |

|  | Insecta    |
|  |            |
|  | Entognatha |
|  |            |

|  | Multicrustacea |
|  |                |
|  | Branchiopoda   |
|  |                |

|  | Cephalocarida |
|  |               |
|  | Remipedia     |
|  |               |

|  | Insecta    |
|  |            |
|  | Entognatha |
|  |            |

|  | Cephalocarida |
|  |               |
|  | Remipedia     |
|  |               |

|  | Insecta    |
|  |            |
|  | Entognatha |
|  |            |

|               | Pycnogonida                                             |
|               |                                                         |
| Euchelicerata | \| \| Arachnida \| \| \| \| \| \| Xiphosura \| \| \| \| |
|               | \| \| Arachnida \| \| \| \| \| \| Xiphosura \| \| \| \| |
|               | Arachnida                                               |
|               |                                                         |
|               | Xiphosura                                               |
|               |                                                         |

|  | Arachnida |
|  |           |
|  | Xiphosura |
|  |           |

|               | Pycnogonida                                             |
|               |                                                         |
| Euchelicerata | \| \| Arachnida \| \| \| \| \| \| Xiphosura \| \| \| \| |
|               | \| \| Arachnida \| \| \| \| \| \| Xiphosura \| \| \| \| |
|               | Arachnida                                               |
|               |                                                         |
|               | Xiphosura                                               |
|               |                                                         |

|  | Arachnida |
|  |           |
|  | Xiphosura |
|  |           |

|  | Progoneata |
|  |            |
|  | Chilopoda  |
|  |            |

|  | Ichthyostraca |
|  |               |
|  | Ostracoda     |
|  |               |

|  | Multicrustacea |
|  |                |
|  | Branchiopoda   |
|  |                |

|  | Cephalocarida |
|  |               |
|  | Remipedia     |
|  |               |

|  | Insecta    |
|  |            |
|  | Entognatha |
|  |            |

|  | Cephalocarida |
|  |               |
|  | Remipedia     |
|  |               |

|  | Insecta    |
|  |            |
|  | Entognatha |
|  |            |

|  | Multicrustacea |
|  |                |
|  | Branchiopoda   |
|  |                |

|  | Cephalocarida |
|  |               |
|  | Remipedia     |
|  |               |

|  | Insecta    |
|  |            |
|  | Entognatha |
|  |            |

|  | Cephalocarida |
|  |               |
|  | Remipedia     |
|  |               |

|  | Insecta    |
|  |            |
|  | Entognatha |
|  |            |

|  | Ichthyostraca |
|  |               |
|  | Ostracoda     |
|  |               |

|  | Multicrustacea |
|  |                |
|  | Branchiopoda   |
|  |                |

|  | Cephalocarida |
|  |               |
|  | Remipedia     |
|  |               |

|  | Insecta    |
|  |            |
|  | Entognatha |
|  |            |

|  | Cephalocarida |
|  |               |
|  | Remipedia     |
|  |               |

|  | Insecta    |
|  |            |
|  | Entognatha |
|  |            |

|  | Multicrustacea |
|  |                |
|  | Branchiopoda   |
|  |                |

|  | Cephalocarida |
|  |               |
|  | Remipedia     |
|  |               |

|  | Insecta    |
|  |            |
|  | Entognatha |
|  |            |

|  | Cephalocarida |
|  |               |
|  | Remipedia     |
|  |               |

|  | Insecta    |
|  |            |
|  | Entognatha |
|  |            |

|  | Progoneata |
|  |            |
|  | Chilopoda  |
|  |            |

|  | Ichthyostraca |
|  |               |
|  | Ostracoda     |
|  |               |

|  | Multicrustacea |
|  |                |
|  | Branchiopoda   |
|  |                |

|  | Cephalocarida |
|  |               |
|  | Remipedia     |
|  |               |

|  | Insecta    |
|  |            |
|  | Entognatha |
|  |            |

|  | Cephalocarida |
|  |               |
|  | Remipedia     |
|  |               |

|  | Insecta    |
|  |            |
|  | Entognatha |
|  |            |

|  | Multicrustacea |
|  |                |
|  | Branchiopoda   |
|  |                |

|  | Cephalocarida |
|  |               |
|  | Remipedia     |
|  |               |

|  | Insecta    |
|  |            |
|  | Entognatha |
|  |            |

|  | Cephalocarida |
|  |               |
|  | Remipedia     |
|  |               |

|  | Insecta    |
|  |            |
|  | Entognatha |
|  |            |

|  | Ichthyostraca |
|  |               |
|  | Ostracoda     |
|  |               |

|  | Multicrustacea |
|  |                |
|  | Branchiopoda   |
|  |                |

|  | Cephalocarida |
|  |               |
|  | Remipedia     |
|  |               |

|  | Insecta    |
|  |            |
|  | Entognatha |
|  |            |

|  | Cephalocarida |
|  |               |
|  | Remipedia     |
|  |               |

|  | Insecta    |
|  |            |
|  | Entognatha |
|  |            |

|  | Multicrustacea |
|  |                |
|  | Branchiopoda   |
|  |                |

|  | Cephalocarida |
|  |               |
|  | Remipedia     |
|  |               |

|  | Insecta    |
|  |            |
|  | Entognatha |
|  |            |

|  | Cephalocarida |
|  |               |
|  | Remipedia     |
|  |               |

|  | Insecta    |
|  |            |
|  | Entognatha |
|  |            |

|               | Pycnogonida                                             |
|               |                                                         |
| Euchelicerata | \| \| Arachnida \| \| \| \| \| \| Xiphosura \| \| \| \| |
|               | \| \| Arachnida \| \| \| \| \| \| Xiphosura \| \| \| \| |
|               | Arachnida                                               |
|               |                                                         |
|               | Xiphosura                                               |
|               |                                                         |

|  | Arachnida |
|  |           |
|  | Xiphosura |
|  |           |

|               | Pycnogonida                                             |
|               |                                                         |
| Euchelicerata | \| \| Arachnida \| \| \| \| \| \| Xiphosura \| \| \| \| |
|               | \| \| Arachnida \| \| \| \| \| \| Xiphosura \| \| \| \| |
|               | Arachnida                                               |
|               |                                                         |
|               | Xiphosura                                               |
|               |                                                         |

|  | Arachnida |
|  |           |
|  | Xiphosura |
|  |           |